# HYLAS
Pour le personnage de la mythologie grecque, voir Hylas.
HYLAS-1 ou HYLAS (Highly Flexible Satellite, « satellite hautement flexible ») est un satellite de télécommunications britannique cofinancé par l'Agence spatiale européenne et qui est principalement destiné aux liaisons internet haut débit et à la diffusion de la télévision à haute définition.

## Description
Le satellite HYLAS est placé en orbite géostationnaire et doit permettre de valider l'utilisation de nouvelles technologies permettant d'allouer de manière dynamique la bande passante internet entre plusieurs sites en fonction de la demande. L'agence spatiale européenne subventionne à hauteur de 34 millions d'euros ce satellite d'un coût total de 120 millions d'euros. Le satellite appartient à l'opérateur de satellites anglais Avanti (en) tandis que l'opérateur Inmarsat en assure le contrôle en orbite.
Le satellite devait initialement être lancé par un lanceur Falcon 9 en 2009. Mais à la suite du retard pris dans la mise au point de ce nouveau lanceur, le constructeur EADS Astrium responsable de la construction de HYLAS et Avanti décident d'utiliser le lanceur Ariane 5. Le satellite, qui a lui-même rencontré des problèmes de conception, est lancé le 26 novembre 2010 depuis la base spatiale de Kourou.
HYLAS utilise une plate-forme construite par Antrix, société commerciale représentant l'agence spatiale indienne ISRO. Le satellite, qui pèse 2,24 tonnes (1,1 tonne sans les ergols) a une durée de vie prévue de 15 ans. Il est stabilisé sur 3 axes et dispose de deux panneaux solaires de 2,54 x 1,53 m réalisés avec des cellules solaires triple jonction en arséniure de gallium. Il comporte 8 répéteurs en bande Ka (internet) et 2 répéteurs en bande Ku (télévision haute définition). Il peut desservir simultanément de 150 000  à   300 000 utilisateurs internet répartis sur 8 sites distincts.